# Glamondans
Glamondans ist eine französische Gemeinde mit 196 Einwohnern (Stand: 1. Januar 2022) im Département Doubs in der Region Bourgogne-Franche-Comté.

## Geographie
Glamondans liegt auf 397 m, etwa 19 Kilometer östlich der Stadt Besançon (Luftlinie). Das Haufendorf erstreckt sich im Jura, in einer Mulde inmitten des sogenannten ersten Plateaus, eines breiten Beckens zwischen den Höhen der Jura-Randkette (Côte) im Norden und den Höhen von Gonsans im Süden.
Die Fläche des 9,76 km² großen Gemeindegebiets umfasst einen Abschnitt des französischen Juras. Das nur wenig reliefierte Gebiet wird vom breiten ersten Juraplateau eingenommen, das durchschnittlich auf 410 m liegt. Es bildet ein weites Becken ohne oberirdischen Abfluss. Nordwestlich des Dorfes befinden sich die Weiher von Guigot. Im Bereich von Glamondans ist das Plateau überwiegend von Acker- und Wiesland bestanden. Im Westen reicht der Gemeindeboden in das Waldgebiet des Bois de Vuillorbe. Nach Süden erstreckt sich das Gemeindeareal über eine Geländestufe auf das angrenzende, etwa 70 m höher gelegene Plateau von Côtebrune. Hier wird mit 482 m die höchste Erhebung von Glamondans erreicht. Die östliche Abgrenzung verläuft im gewundenen Tälchen des Audeux.
Zu Glamondans gehört der Weiler Vuillorbe (420 m) in einer Mulde im Bois de Vuillorbe. Nachbargemeinden von Glamondans sind Champlive und Dammartin-les-Templiers im Norden, Aïssey im Osten, Côtebrune und Gonsans im Süden sowie Bouclans im Westen.

## Geschichte
Das Priorat Vuillorbe wurde im Mittelalter von Mönchen des Klosters Montbenoît gegründet. Zusammen mit der Franche-Comté gelangte Glamondans mit dem Frieden von Nimwegen 1678 an Frankreich. Am 14. Oktober 2015 stürzte ein zweisitziges Kampfflugzeug F/A-18D der Schweizer Luftwaffe in einen Acker auf dem Gemeindegebiet ab. Die Maschine war auf einem Übungsflug im gemeinsamen Trainingsraum EUC 25 der Schweiz und Frankreich. Um die Wrackteile zu bergen und die Einschlagstelle wiederherzustellen, wurden mehrere Detachemente der Schweizer Armee vor Ort eingesetzt.

## Sehenswürdigkeiten

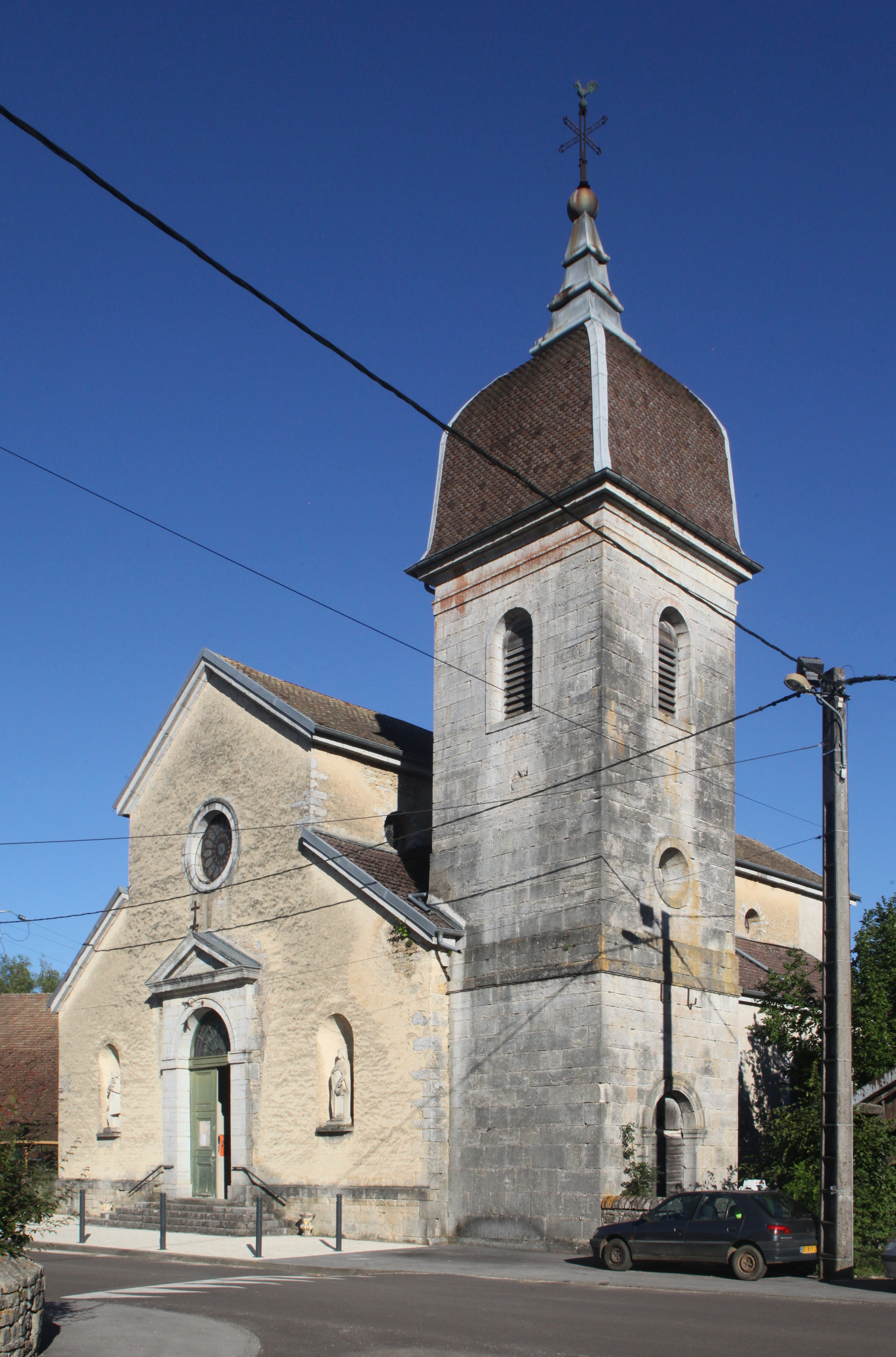
Dreifaltigkeitskirche

Die Dorfkirche Sainte-Trinité (Hl. Dreifaltigkeit) in Glamondans wurde im 18. Jahrhundert erbaut und besitzt eine reiche Ausstattung. In Vuillorbe befindet sich die ehemalige Prioratskirche. 
Im Ortskern sind verschiedene Bauernhäuser im charakteristischen Stil der Franche-Comté aus dem 17. bis 19. Jahrhundert erhalten.

## Bevölkerung
| Jahr                       | 1962 | 1968 | 1975 | 1982 | 1990 | 1999 | 2005 | 2016 |
| Einwohner                  | 171  | 173  | 135  | 133  | 147  | 153  | 220  | 214  |
| Quellen: Cassini und INSEE |      |      |      |      |      |      |      |      |

Mit 196 Einwohnern (Stand 1. Januar 2022) gehört Glamondans zu den kleinen Gemeinden des Départements Doubs. Nachdem die Einwohnerzahl in der ersten Hälfte des 20. Jahrhunderts deutlich abgenommen hatte (1881 wurden noch 316 Personen gezählt), wurde seit Beginn der 1990er Jahre wieder ein Bevölkerungswachstum verzeichnet.

## Wirtschaft und Infrastruktur
Glamondans war bis weit ins 20. Jahrhundert hinein ein vorwiegend durch die Landwirtschaft (Ackerbau, Obstbau und Viehzucht) und die Forstwirtschaft geprägtes Dorf. Daneben gibt es heute einige Betriebe des lokalen Kleingewerbes, unter anderem in der Holzverarbeitung. Mittlerweile hat sich das Dorf auch zu einer Wohngemeinde gewandelt. Viele Erwerbstätige sind Wegpendler, die in der Agglomeration Besançon ihrer Arbeit nachgehen.
Die Ortschaft liegt abseits der größeren Durchgangsstraßen an einer Departementsstraße, die von Roulans nach Gonsans führt. Weitere Straßenverbindungen bestehen mit Aïssey und Dammartin-les-Templiers.